# Horohove, Korop
Horohove (în ucraineană Горохове) este un sat în comuna Proletarske din raionul Korop, regiunea Cernihiv, Ucraina.

## Demografie
Componența lingvistică a localității Horohove
     Ucraineană (97,47%)
     Rusă (2,53%)
Conform recensământului din 2001, majoritatea populației localității Horohove era vorbitoare de ucraineană (97,47%), existând în minoritate și vorbitori de rusă (2,53%).